# Styrrup
Styrrup är en by i civil parish Styrrup with Oldcotes, i distriktet Bassetlaw, i grevskapet Nottinghamshire i England. Byn är belägen 11 km från Worksop. Byn nämndes i Domedagsboken (Domesday Book) år 1086, och kallades då Estirape.